# Isocoma veneta
Isocoma veneta es una especie de planta fanerógama perteneciente a la familia Asteraceae que se encuentra en México.

## Descripción
Es un arbusto de pequeño tamaño, que alcanza los 30 a 60 cm de altura y de aspecto resinoso. Las hojas tienen forma de punta de lanza. Las flores son amarillas y están agrupadas en cabezuelas. Los frutos son muy sedosos.

## Distribución y hábitat
Originaria de Chile. Habita en México en climas semiseco y templado entre los 2450 y los 3900 metros, asociada a vegetación perturbada de matorral xerófilo, bosques de encino, de pino y mixto de pino-encino.

## Toxicidad
Muchas especies del género Isocoma son venenosas y producen temblor en el ganado. Los principales compuestos responsables de su toxicidad son la tremetona y la dehidroxitremetona. Estas sustancias se excretan a través de la leche y pueden causar intoxicaciones también en los seres humanos.

## Taxonomía
Isocoma veneta fue descrita por (Kunth), Greene y publicado en Erythea 2: 111. 1894.
Etimología
Isocoma: nombre genérico que deriva del griego y significa
"un mechón de pelos iguales", en referencia a las flores.
veneta: epíteto latíno que significa "de color azul mar".
Sinonimia
- Aplopappus discoideus DC.
- Baccharis veneta Kunth
- Bigelowia veneta (Kunth), Gray
- Haplopappus discoideus DC.
- aplopappus venetus (Kunth) S. F. Blake
- Linosyris mexicana Schltdl.[6]
- Aster venetus Kuntze
- Haplopappus venetus (Kunth) S.F.Blake
- Haplopappus venetus subsp. venetus
- Haplopappus venetus var. venetus[7]